# Villar del Olmo
Villar del Olmo est une commune de la communauté de Madrid, en Espagne.